# Grand Prix Comune di Cornaredo
Le Grand Prix Comune di Cornaredo est une course cycliste féminine d'un jour qui se tient en Italie, dans la ville de Cornaredo. Elle a été créée en 2008, mais n'a pas eu lieu de manière annuelle depuis. Quand elle a lieu, elle fait partie du calendrier UCI en catégorie 1.2.

## Palmarès
| Année | Vainqueur       | Deuxième             | Troisième            |
| ----- | --------------- | -------------------- | -------------------- |
| 2008  | Andrea Graus    | Julia Martisova      | Christina Becker     |
| 2010  | Rasa Leleivyte  | Rossella Callovi     | Alyona Andruk        |
| 2011  | Rasa Leleivyte  | Valentina Scandolara | Alyona Andruk        |
| 2012  | Iris Slappendel | Marianne Vos         | Annemiek van Vleuten |
| 2014  | Shelley Olds    | Tiffany Cromwell     | Giorgia Bronzini     |